# Der Gefangene von Zenda (1937)
Der Gefangene von Zenda (Originaltitel: The Prisoner of Zenda) ist ein US-amerikanischer Abenteuerfilm aus dem Jahr 1937 mit Ronald Colman in einer Doppelrolle. Als literarische Vorlage diente der gleichnamige Roman (1894) von Anthony Hope.

## Handlung
Der Engländer Rudolf Rassendyll macht Urlaub in dem kleinen Balkanstaat Ruritanien. Auf seiner Reise begegnen ihm die Einwohner des Landes mit merkwürdigem Verhalten. Als er Colonel Zapt und Fritz von Tarlenheim trifft und sie ihm Rudolf V., den zukünftigen König Ruritaniens, am Vorabend seiner Krönung vorstellen, wird ihm das Verhalten der Leute klar. Er und Rudolf V. sehen sich zum Verwechseln ähnlich. Wie sich herausstellt, sind sie miteinander verwandt, worauf sie mit einem Glas Wein anstoßen. Rudolf ist besonders angetan von einer Flasche Wein, die ihm sein Halbbruder Michael, der Herzog von Streslau, geschickt hat und die er allein austrinkt. Der Wein war jedoch vergiftet, sodass Rudolf am nächsten Morgen nicht in der Lage ist aufzustehen. Sollte er jedoch nicht zu seiner eigenen Krönung erscheinen, wird sein Halbbruder Michael den Thron an sich reißen. Dessen ist sich Colonel Zapt sicher, weshalb er den zunächst zögerlichen Rassendyll überredet, an Rudolfs Stelle die Zeremonie über sich ergehen zu lassen.
Während die Feierlichkeiten vorbereitet werden, lernt Rassendyll Rudolfs Verlobte, Prinzessin Flavia, kennen. Diese hat ihren Verlobten nie leiden können. Da sie nicht weiß, dass ihr nun ein Doppelgänger gegenübersteht, glaubt sie, dass sich Rudolf zu seinem Vorteil verändert habe, und sie kommen sich allmählich näher. Nach der erfolgreichen Krönung will Rassendyll mit Rudolf wieder die Rollen tauschen. In der Zwischenzeit wurde jedoch der wahre König gefunden und von Rupert von Hentzau, einem Gefolgsmann Michaels, in ein Versteck gebracht. Rassendyll sieht sich daher gezwungen, seine Rolle weiter zu spielen, während Colonel Zapt versucht, Rudolf ausfindig zu machen.
Um selbst König zu werden, müsste Michael Flavia heiraten, weshalb seine eifersüchtige Geliebte Antoinette de Mauban enthüllt, dass der König von Michael auf dessen Schloss Zenda gefangen gehalten wird. Zudem verspricht die Französin, Zapt und Rassendyll bei der Befreiung von Rudolf zu helfen. Da Letzterer bei einem groß angelegten Befreiungsversuch sofort getötet würde, soll ein Mann allein durch den Burggraben von Zenda schwimmen, die Wachen überwinden und Rudolf aus seinem Verlies befreien, bevor Colonel Zapt mit seiner Armee über die herabgelassene Zugbrücke in das Schloss eindringen kann. Rassendyll entschließt sich gegen die Proteste von Zapt, diese Aufgabe zu übernehmen.
Unterdessen ertappt Michael Rupert dabei, wie dieser Antoinette verführt. Es folgt ein Kampf zwischen den beiden Männern, in dessen Verlauf Rupert Michael ersticht. In ihrem Kummer über Michaels Tod veranlasst Antoinette mit einem lauten Schrei Rassendylls Angriff auf die Wachen. Als er die Zugbrücke für Zapt und seine Männer herunterlässt, kommt es zwischen ihm und Rupert zu einem erbitterten Duell. Rupert sieht sich gezwungen zu fliehen, als Zapt und sein Gefolge unaufhaltsam in die Burg strömen. Nachdem Rudolf endlich sein rechtmäßiges Erbe angetreten und den Thron bestiegen hat, müssen sich Rassendyll und Flavia voneinander verabschieden. Obwohl Flavia Rassendyll aufrichtig liebt, will sie ihr Land nicht im Stich lassen. Rassendyll kehrt schließlich allein nach England zurück.

## Hintergrund
„Zenda“, der fiktive Name des Schlosses, leitet sich vom persischen Wort „zendân“ ab, was so viel wie „Gefängnis“ bedeutet. Anthony Hopes Roman Der Gefangene von Zenda erschien 1894 und wurde bereits kurz darauf in ein gleichnamiges Bühnenstück umgearbeitet, das am 7. Januar 1896 in London Premiere feierte. Nachdem die Geschichte auch mehrfach als Stummfilm auf die Leinwand gebracht worden war, inspirierte die Abdankung des englischen Königs Edward VIII. im November 1936 Filmproduzent David O. Selznick, eine neue Version zu drehen. Douglas Fairbanks Jr. wollte ursprünglich die Hauptrolle spielen. An seiner Stelle wurde jedoch Ronald Colman als Rassendyll bzw. Rudolf V. besetzt, während er den kleineren Part des hinterhältigen Rupert von Hentzau erhielt. Nach Beendigung der Dreharbeiten unter der Regie von John Cromwell war Selznick unzufrieden mit den Fechtszenen, weshalb er sie von Regisseur W. S. Van Dyke nochmals drehen ließ.
Die Premiere des Films fand am 2. November 1937 in Londons Odeon Cinema statt. In Österreich kam der Film 1938 in den Verleih. Die deutsche Erstaufführung fand am 28. März 1952 statt.
Unter dem Titel Im Schatten der Krone drehte Regisseur Richard Thorpe für MGM 1952 ein Remake mit Stewart Granger und Deborah Kerr, für das Thorpe Szene für Szene der Version von 1937 kopierte und zudem die Filmmusik von Alfred Newman erneut verwendete. Lewis Stone, der in einer Stummfilmfassung von 1922 die Hauptrolle gespielt hatte, war in der Version von 1952 in einer Nebenrolle als Kardinal zu sehen.

## Kritiken
Variety fand John Cromwells Regie „ausgezeichnet“ und bemerkte, dass Ronald Colman die Fähigkeit besitze, „eine Paradeuniform so bequem wie Pyjamas aussehen zu lassen“. Michael Betzold vom All Movie Guide beschrieb den Film als eine „von Hollywoods unterhaltsamsten Abenteuergeschichten aller Zeiten“. Er sei „ein Triumph in Sachen verwegener Schwertkämpfe, sorgfältiger Regie und zuverlässig professioneller Schauspielkunst“. Ronald Colman und Douglas Fairbanks Jr. hätten sich von ihrer „besten Seite“ gezeigt. „Die Kostüme, Kameraarbeit und Schwertkampfchoreografie“ seien unter John Cromwells Regie „allesamt erstklassig“. Hopes Geschichte sei zuvor und auch später mehrfach verfilmt worden, doch seien sich die Kritiker untereinander „einig, dass diese die beste Leinwandadaption ist“.
„Einer der großen Hollywooderfolge der 30er Jahre mit Fairbanks in einer Glanzrolle“, heißt es im Lexikon des internationalen Films. Für Prisma handelte es sich um „einen gelungenen Mix aus Abenteuer- und Kostümfilm“. Hauptdarsteller Ronald Colman brilliere „als Thronfolger und verwegener Draufgänger […], der sich hinter Douglas Fairbanks Jr. als Bösewicht nicht zu verstecken braucht“. „Beste Adaption des Anthony-Hope-Romans“ lautete das Urteil von Cinema.

## Auszeichnungen
Bei der Oscarverleihung 1938 war der Film in den Kategorien Bestes Szenenbild und Beste Filmmusik für einen Oscar nominiert. Doch weder der Szenenbildner Lyle R. Wheeler noch der Komponist Alfred Newman, der im Laufe seiner Karriere insgesamt 41 Nominierungen für den Oscar erhielt, konnten sich durchsetzen. 1991 wurde Der Gefangene von Zenda ins National Film Registry aufgenommen.

## Deutsche Fassung
Eine neue deutsche Synchronfassung entstand 1994 bei der Interopa Film in Berlin. Dialogbuch und -regie übernahm Jürgen Neu.
| Rolle                               | Darsteller            | Synchronsprecher        |
| ----------------------------------- | --------------------- | ----------------------- |
| Major Rudolf Rassendyll / Rudolf V. | Ronald Colman         | Bodo Wolf               |
| Prinzessin Flavia                   | Madeleine Carroll     | Petra Barthel           |
| Rupert von Hentzau                  | Douglas Fairbanks Jr. | Ulrich Matthes          |
| Colonel Zapt                        | C. Aubrey Smith       | Friedrich W. Bauschulte |
| Michael von Strelsau                | Raymond Massey        | Hans-Jürgen Wolf        |
| Antoinette de Mauban                | Mary Astor            | Sabine Jaeger           |
| Fritz von Tarlenheim                | David Niven           | Bernd Vollbrecht        |
| Albert von Lauengram                | Philip Sleeman        | Wolf Rüdiger Reutermann |
| Butler Max                          | Torben Meyer          | Heinz Palm              |
| Passbeamter                         | Charles Halton        | Eberhard Prüter         |
| Kardinal                            | Ian Maclaren          | Eric Vaessen            |